# Klemens Großimlinghaus
Klemens Großimlinghaus (Krefeld, 6 dicembre 1941 – Krefeld, 27 giugno 1991) è stato un ciclista su strada e pistard tedesco, medaglia d'argento nell'inseguimento a squadre ai Mondiali su pista 1963 e poi professionista dal 1963 al 1968. In alcuni casi il suo nome è riportato come Klemens Grossimlinghaus jr. e più raramente come Clemens Grossimlinghaus.

## Palmarès

### Pista
- 1963 (Dilettanti)

Campionati tedeschi, Americana dilettanti (con Lothar Claesges)
Campionati tedeschi, Inseguimento a squadre dilettanti (con Lothar Claesges, Ernst Streng e Hans-Peter Kanters)
- 1965 (Torpedo, una vittoria)

Sei giorni di Montreal (con Klaus Bugdahl)
- 1967 (Willem II, due vittorie)

Campionati tedeschi, Omnium
Campionati tedeschi, Americana (con Winfried Bölke)

## Piazzamenti

### Grandi Giri
- Tour de France

1968: fuori tempo massimo (3ª tappa, 2ª semitappa)

### Competizioni mondiali
- Campionati del mondo su pista

Rocourt 1963 - Inseguimento a squadre: 2º

### Competizioni continentali
- Campionati europei su pista

1966 - Americana: 6º
1968 - Americana: 9º